# مارلون فورستر
مارلون فورستر (بالإنجليزية: Marlon Forrester)‏ هو رسام أمريكي، ولد في 1976.